# Natalja Ivanova
Natalja Ivanova, född den 25 juni 1981, är en rysk friidrottare som tävlar i häcklöpning och kortdistanslöpning.
Ivanova ingick i det ryska stafettlag som blev silvermedaljörer på 4 x 400 meter vid Olympiska sommarspelen 2004. Hon deltog inte i finalen utan bara i semifinalen. 
Hon deltog vid EM 2006 där hon slutade femma på 400 meter häck. Vid samma mästerskap blev hon guldmedaljör i stafetten över 4 x 400 meter. Vid inomhus-EM 2007 blev hon silvermedaljör i stafetten över 4 x 400 meter. Hon tävlade även vid VM 2007 i häcklöpning men blev då utslagen i semifinalen på 400 meter häck.

## Personliga rekord
- 200 meter - 22,97
- 400 meter - 50,79
- 400 meter häck - 54,36